# Lingheds IF
Lingheds IF är en idrottsförening från Linghed i Falu kommun. 
Föreningen är aktiv i bandy och nu även i golf.
Spelare med anknytning till Lingheds IF:
- Owe Jansson
- Victor Janérs